# گمینا گاتش
گمینا گاتش (به لهستانی:  Gmina Gać) یک گمینا در لهستان است که در شهرستان پژوورسک واقع شده‌است. گمینا گاتش ۳۵٫۹۵ کیلومتر مربع مساحت و ۴٬۶۴۸ نفر جمعیت دارد.